# Wolfgang Plottke
Wolfgang Plottke (født 31. juli 1948 i Klein Lukow (de), død 21. marts 2024) var en tysk roer.
Plottke vandt en bronzemedalje for Vesttyskland i firer uden styrmand ved OL 1972 i München. De tre øvrige medlemmer af båden var Joachim Ehrig, Franz Held og Peter Funnekötter. Den vesttyske båd kom ind på tredjepladsen i finalen, hvor Østtyskland vandt guld, mens New Zealand tog sølvmedaljerne. Det var det eneste OL, Plottke deltog i.
Plottke vandt desuden en VM-sølvmedalje i firer uden styrmand i 1970, samt en EM-bronzemedalje i samme disciplin i 1971.

## OL-medaljer
- 1972:  Bronze i firer uden styrmand